# María Teresa Gramuglio
María Teresa Gramuglio (Rosario, 13 de noviembre de 1939) es una investigadora, escritora y docente argentina. Durante su carrera estuvo ligada profesionalmente con las universidades de Rosario y Buenos Aires, y trabajó en el Consejo de Investigaciones de la Universidad Nacional de Rosario como investigadora y en el medio Punto de Vista como escritora. En 2016 recibió el Premio Konex en la categoría de humanidades por su trayectoria en teoría lingüística y literaria.

## Biografía

### Primeros años y estudios
Gramuglio nació en Rosario, Argentina el 13 de noviembre de 1939. Cursó sus estudios secundarios en la Escuela Nacional Superior de Comercio, una dependencia de la Universidad Nacional del Litoral, conocida en la actualidad como la Universidad de Rosario. En 1957 se inscribió en el programa de Letras de la Facultad de Filosofía y Letras de la institución, graduándose en 1963 con el título de Docente en Letras. Acto seguido cursó su respectiva licenciatura.

### Carrera

#### Década de 1960: Trabajo como docente y activismo

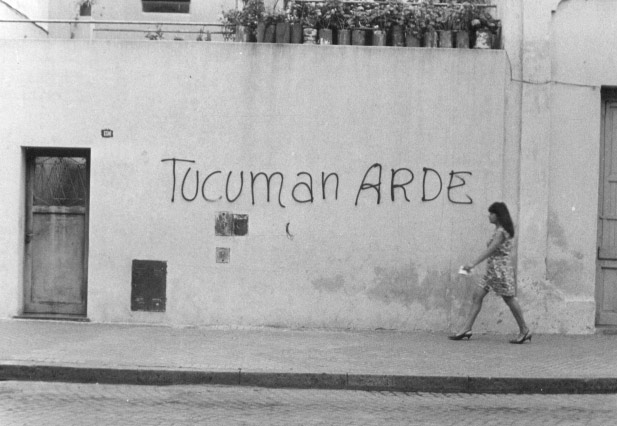
Grafiti del movimiento Tucumán Arde, 1968

En 1965 empezó a desempeñarse como docente del Seminario para Graduados en la institución, un programa implementado como parte de una reestructuración llevada a cabo por el decano de la Facultad de Filosofía y Letras, Adolfo Prieto. Un año después dejó su cargo en el marco de las renuncias masivas de docentes como rechazo a la intervención a las universidades impuesta por el gobierno de Juan Carlos Onganía. Junto con otros profesores, cofundó el Centro de Estudios de Filosofía, Letras y Ciencias del Hombre, que se encargaba de brindar seminarios y conferencias, y organizó actividades de protesta en contra de la mencionada intervención. Su entonces esposo, el pintor Juan Pablo Renzi, participó activamente en estas protestas, que culminaron en 1968 con el denominado movimiento artístico y social Tucumán Arde. Junto con el catedrático Nicolás Rosa, Gramuglio escribió el manifiesto que representaba al movimiento, el cual tuvo un importante auge.
Mientras estuvo alejada de la universidad intervenida, trabajó como docente de Lengua y Literatura en algunas escuelas medias de la Provincia de Santa Fe, además de brindar cátedras de Análisis de Texto y Literatura Argentina en el Instituto Nacional de Profesorado de San Nicolás.

#### Década de 1970: Renuncia y trabajo enPunto de Vista

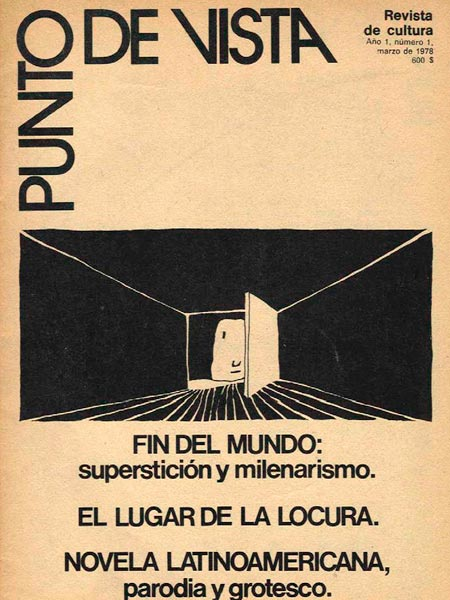
Revista Punto de Vista

En 1972 retornó a la Facultad de Filosofía y Letras, pero tres años después fue amenazada de muerte por un grupo radical y nuevamente debió abandonar el claustro. Acto seguido se radicó en Buenos Aires con su esposo, y empezó a desempeñarse como traductora y editora para el Centro Editor de América Latina, editorial que le sirvió de plataforma para la publicación del libro El mundo de Guy de Maupassant, acerca del reconocido escritor y poeta. Cofundó junto con los intelectuales Susana Zanetti, Beatriz Sarlo, Carlos Altamirano, Ricardo Piglia y Hugo Vezzetti en 1978 la revista Punto de Vista, en la que integró el consejo de dirección y publicó artículos frecuentemente hasta mediados de la década de 2000.

#### Décadas de 1980 y 1990: Regreso al ámbito de la docencia universitaria
En 1984 decidió regresar nuevamente al ámbito universitario en calidad de docente, enseñando Literatura Argentina en la Universidad de Buenos Aires, en la Universidad Nacional del Comahue y en la Universidad Nacional del Litoral. Ese año inició un proyecto de investigación financiado por la Social Science Research Council sobre la revista literaria Sur. Tres años después fue nombrada Profesora Asociada de Literatura del siglo XIX en la Universidad de Buenos Aires, cargo al que optó por concurso regular en el año de 1996. Al tratarse de un programa novedoso dentro del plan académico, Gramuglio se encargó de definir los lineamientos básicos de la asignatura con el equipo de docentes con el que trabajó hasta mediados de los años 2000.
En 1990 inició su labor como investigadora independiente para el Consejo de Investigaciones de la Universidad Nacional de Rosario, y paralelamente ofició como conferencista para la Facultad de Humanidades y Artes de la misma institución.

#### Décadas de 2000, 2010 y actualidad
En el año 2002 se convirtió en docente titular de la materia de Literatura Europea, permaneciendo en dicho cargo hasta 2012. Durante esta época ofreció seminarios y conferencias en universidades extranjeras como las de Maryland, Princeton y Barcelona, continuó con su labor investigativa sobre literatura argentina y publicó diversas obras literarias como La construcción de la imagen, El lugar de Saer, Literatura comparada y literaturas latinoamericanas y Una minoría cosmopolita en la periferia occidental, entre otras.
En 2013 su obra Nacionalismo y cosmopolitismo en la literatura argentina, una recopilación de escritos relacionados con esa temática, fue publicada por la Editorial de la Municipalidad de Rosario. Un año después publicó la compilación de ensayos María Teresa Gramuglio: La exigencia crítica. También en 2014 se jubiló de su labor como investigadora del Consejo de Investigaciones de la Universidad Nacional de Rosario. En 2016 fue galardonada con el Premio Konex de Humanidades, por su labor investigativa en teoría lingüística y literaria.

## Obras notables
- 1992 - La escritura argentina (con Héctor Tizón y Rodolfo Rabanal)
- 1998 - Dominios de la literatura: acerca del canon (con Susana Cella)
- 2004 - Juan L. Ortiz, maestro secreto de la poesía argentina
- 2005 - El Borges de Matronardi: fragmentos de un autorretrato indirecto
- 2011 - Temas y variaciones en la narrativa de Daniel Moyano
- 2012 - Bioy, Borges y Sur: diálogos y duelos
- 2012 - Los deseos renovados del americanismo
- 2013 - Nacionalismo y cosmopolitismo en la literatura argentina
- 2014 - María Teresa Gramuglio: La exigencia crítica
- 2017 - El lugar de Saer: sobre una poética de la narración